# Championnat d'Amérique du Nord masculin de volley-ball 2015
Navigation
Édition précédente Édition suivante
Le Championnat d'Amérique du Nord de volley-ball masculin 2015 est la vingt-quatrième édition du championnat d'Amérique du Nord de volley-ball masculin. Il s'est déroulé du 5 octobre 2015 au 10 octobre 2015 à Córdoba au Mexique. Organisé par la NORCECA il met aux prises les neuf meilleures équipes continentales et sacre le Canada pour la première fois. Le tournoi offre quatre places pour le tournoi qualificatif de la NORCECA aux Jeux olympiques de 2016. Il est marqué par le forfait des États-Unis qui réduit le nombre de participants à sept.

## Équipes présentes
Les neuf équipes qualifiées sont l'équipe hôte, le Mexique, les cinq (autres) équipes les mieux classées au classement continental NORCECA le 1er janvier 2015 et les trois champions des zones régionales CAZOVA (Caraïbes), AFECAVOL (Amérique centrale) et ECVA (Caraïbes de l'Est). 
Le Honduras se qualifie en remportant les dixièmes jeux sportifs centre-américain à San José au Costa Rica en 2013. Ensuite par le jeu des désistements et des remplacements, le nombre d'équipes tombe à huit, puis sept quand les États-Unis tenants du titre, déjà qualifiés pour les Jeux olympiques grâce à leur victoire à la coupe du monde, déclarent à leur tour forfait. 
Finalement le plateau est donc composé comme suit, :
| - États-Unis (hôte, 1er) - Canada (3e) - Porto Rico (5e) - Honduras (14e, AFECAVOL) | - Mexique (hôte, 4e) - Cuba (2e) - Costa Rica (10e) - Trinité-et-Tobago (11e) |

## Compétition
La compétition se joue en deux phases. D'abord un tour préliminaire où les équipes sont réparties en deux poules de quatre équipes (trois pour la poule A à cause du forfait des États-Unis). Chaque équipe rencontre toutes les équipes de sa poule. 
Vient ensuite la phase de classement, qui se déroule en plusieurs étapes. Alors que les deux équipes qui terminent premières de leur poule sont directement qualifiées pour les demi-finales, les deuxièmes et troisièmes s'affrontent lors de matchs « de barrage » dont les vainqueurs se qualifient pour les demi-finales alors que les deux perdants jouent le tournoi de classement pour les places 5 à 7. Classiquement les vainqueurs des demi-finales s'affrontent en finale pour le titre pendant que les perdants jouent une petite finale pour la troisième places. Les deux demi-finalistes éliminés jouent un match entre eux, qui détermine le cinquième, et le perdant de ce match joue un dernier match contre la septième équipe pour attribuer les sixième et septième places.

### Tour préliminaire
Les critères de classement des poules sont d'abord le nombre de victoires, puis en cas d'égalité le nombre de points, puis le ratio points gagnés sur points perdus, puis le ratio sets gagnés sur sets perdus et enfin le résultat lors de la confrontation entre les deux équipes.
Les points sont attribués comme suit :
Pour un score de 3-0, cinq points pour le vainqueur, et aucun pour le perdant; pour un score de 3-1, quatre points pour le vainqueur et un pour le perdant; pour un score de 3-2, trois points pour le vainqueur et deux pour le perdant.

#### Composition des poules
| Poule A                               | Poule B                                   |
| ------------------------------------- | ----------------------------------------- |
| États-Unis Canada Porto Rico Honduras | Mexique Cuba Costa Rica Trinité-et-Tobago |

#### Poule A
| # | Équipe     | Pts | J | G | Gt | Pt | P | Sp | Sc | Ratio | Pp  | Pc  | Ratio |
| 1 | Canada     | 10  | 2 | 2 | 0  | 0  | 0 | 6  | 0  | MAX   | 150 | 96  | 1.563 |
| 2 | Porto Rico | 5   | 2 | 1 | 0  | 0  | 1 | 3  | 3  | 1     | 138 | 123 | 1.122 |
| 3 | Honduras   | 0   | 2 | 0 | 0  | 0  | 2 | 0  | 6  | 0     | 81  | 150 | 0.54  |

#### Poule B
| # | Équipe            | Pts | J | G | Gt | Pt | P | Sp | Sc | Ratio | Pp  | Pc  | Ratio |
| 1 | Cuba              | 15  | 3 | 3 | 0  | 0  | 0 | 9  | 0  | MAX   | 225 | 130 | 1.731 |
| 2 | Mexique           | 10  | 3 | 2 | 0  | 0  | 1 | 6  | 3  | 2     | 199 | 793 | 0.251 |
| 3 | Costa Rica        | 4   | 3 | 1 | 0  | 0  | 2 | 3  | 7  | 0.429 | 198 | 237 | 0.835 |
| 4 | Trinité-et-Tobago | 1   | 3 | 0 | 0  | 0  | 3 | 1  | 9  | 0.111 | 183 | 245 | 0.747 |

### Phase de classement

#### Classement 1-4
|  | Quarts de finale                  | Quarts de finale                  |                                   |                                   | Demi-finales                | Demi-finales                |  |  | Finale                            | Finale                            |
|  | Quarts de finale                  | Quarts de finale                  |                                   |                                   | Demi-finales                | Demi-finales                |  |  | Finale                            | Finale                            |
|  |                                   |                                   |                                   |                                   |                             |                             |  |  |                                   |                                   |
|  | 08.10.19, 25-19 25-21 17-25 25-17 | 08.10.19, 25-19 25-21 17-25 25-17 |                                   |                                   | 09.10.19, 25–18 25–16 25–23 | 09.10.19, 25–18 25–16 25–23 |  |  | 10.10.19, 25-18 21-25 25-20 25-20 | 10.10.19, 25-18 21-25 25-20 25-20 |
|  | 08.10.19, 25-19 25-21 17-25 25-17 | 08.10.19, 25-19 25-21 17-25 25-17 |                                   |                                   | 09.10.19, 25–18 25–16 25–23 | 09.10.19, 25–18 25–16 25–23 |  |  | 10.10.19, 25-18 21-25 25-20 25-20 | 10.10.19, 25-18 21-25 25-20 25-20 |
|  | 08.10.19, 25-19 25-21 17-25 25-17 | 08.10.19, 25-19 25-21 17-25 25-17 | Canada                            | 3                                 |                             |                             |  |  | 10.10.19, 25-18 21-25 25-20 25-20 | 10.10.19, 25-18 21-25 25-20 25-20 |
|  | Mexique                           | 3                                 | Canada                            | 3                                 |                             |                             |  |  | 10.10.19, 25-18 21-25 25-20 25-20 | 10.10.19, 25-18 21-25 25-20 25-20 |
|  | Mexique                           | 3                                 | Mexique                           | 2                                 |                             |                             |  |  | 10.10.19, 25-18 21-25 25-20 25-20 | 10.10.19, 25-18 21-25 25-20 25-20 |
|  | Honduras                          | 1                                 | Mexique                           | 2                                 |                             |                             |  |  | 10.10.19, 25-18 21-25 25-20 25-20 | 10.10.19, 25-18 21-25 25-20 25-20 |
|  | Honduras                          | 1                                 | 09.10.19, 17-25 25–22 25–22 25-19 | 09.10.19, 17-25 25–22 25–22 25-19 | Canada                      | 3                           |  |  |                                   |                                   |
|  | 08.10.19, 25-21 25-22 28-26       |                                   | 09.10.19, 17-25 25–22 25–22 25-19 | 09.10.19, 17-25 25–22 25–22 25-19 | Canada                      | 3                           |  |  |                                   |                                   |
|  |                                   | Cuba                              | 09.10.19, 17-25 25–22 25–22 25-19 | 09.10.19, 17-25 25–22 25–22 25-19 | 1                           |                             |  |  |                                   |                                   |
|  | Porto Rico                        | Cuba                              | 09.10.19, 17-25 25–22 25–22 25-19 | 09.10.19, 17-25 25–22 25–22 25-19 | 1                           | 3                           |  |  |                                   |                                   |
|  | Porto Rico                        | Cuba                              | 3                                 |                                   |                             | 3                           |  |  |                                   |                                   |
|  | Costa Rica                        | Cuba                              | 3                                 | 0                                 |                             |                             |  |  |                                   |                                   |
|  | Costa Rica                        | Porto Rico                        | 1                                 | 0                                 |                             |                             |  |  |                                   |                                   |
|  |                                   | Porto Rico                        | 1                                 | Match pour la 3e place            |                             |                             |  |  |                                   |                                   |
|  |                                   |                                   |                                   |                                   |                             |                             |  |  |                                   |                                   |
|  | 10.10.19, 25-14 25-18 25-12       |                                   |                                   |                                   |                             |                             |  |  |                                   |                                   |
|  |                                   |                                   |                                   |                                   |                             |                             |  |  |                                   |                                   |
|  | Mexique                           | 0                                 |                                   |                                   |                             |                             |  |  |                                   |                                   |
|  | Mexique                           | 0                                 |                                   |                                   |                             |                             |  |  |                                   |                                   |
|  | Porto Rico                        | 3                                 |                                   |                                   |                             |                             |  |  |                                   |                                   |
|  | Porto Rico                        | 3                                 |                                   |                                   |                             |                             |  |  |                                   |                                   |

#### Classement 5 à 7
|  | Match pour la 5e place                 | Match pour la 5e place                 | Match pour la 5e place                 | Match pour la 5e place                 |                   |                   | Match pour la 6e place      | Match pour la 6e place      | Match pour la 6e place      | Match pour la 6e place      |
|  |                                        |                                        |                                        |                                        |                   |                   |                             |                             |                             |                             |
|  | 09.10.19, 23–25 25–20 25–23 21–25 6–15 | 09.10.19, 23–25 25–20 25–23 21–25 6–15 | 09.10.19, 23–25 25–20 25–23 21–25 6–15 | 09.10.19, 23–25 25–20 25–23 21–25 6–15 |                   |                   | 10.10.19, 27–25 25–13 25–23 | 10.10.19, 27–25 25–13 25–23 | 10.10.19, 27–25 25–13 25–23 | 10.10.19, 27–25 25–13 25–23 |
|  | Costa Rica                             | Costa Rica                             | 2                                      | 2                                      |                   |                   | 10.10.19, 27–25 25–13 25–23 | 10.10.19, 27–25 25–13 25–23 | 10.10.19, 27–25 25–13 25–23 | 10.10.19, 27–25 25–13 25–23 |
|  | Costa Rica                             | Costa Rica                             | 2                                      | 2                                      |                   |                   | 10.10.19, 27–25 25–13 25–23 | 10.10.19, 27–25 25–13 25–23 | 10.10.19, 27–25 25–13 25–23 | 10.10.19, 27–25 25–13 25–23 |
|  | Honduras                               | Honduras                               | 3                                      | 3                                      |                   |                   | 10.10.19, 27–25 25–13 25–23 | 10.10.19, 27–25 25–13 25–23 | 10.10.19, 27–25 25–13 25–23 | 10.10.19, 27–25 25–13 25–23 |
|  | Honduras                               | Honduras                               | 3                                      | 3                                      | Trinité-et-Tobago | Trinité-et-Tobago | 3                           | 3                           |                             |                             |
|  |                                        |                                        |                                        |                                        | Trinité-et-Tobago | Trinité-et-Tobago | 3                           | 3                           |                             |                             |
|  |                                        |                                        | Costa Rica                             | Costa Rica                             | 0                 | 0                 |                             |                             |                             |                             |
|  |                                        |                                        |                                        |                                        | 0                 | 0                 |                             |                             |                             |                             |
|  |                                        |                                        |                                        |                                        |                   |                   |                             |                             |                             |                             |
|  |                                        |                                        |                                        |                                        |                   |                   |                             |                             |                             |                             |
|  |                                        |                                        |                                        |                                        |                   |                   |                             |                             |                             |                             |

## Classement final
| Place              | Équipe            |
| ------------------ | ----------------- |
| Médaille d'or      | Canada            |
| Médaille d'argent  | Cuba              |
| Médaille de bronze | Porto Rico        |
| 4                  | Mexique           |
| 5                  | Honduras          |
| 6                  | Trinité-et-Tobago |
| 7                  | Costa Rica        |

## Distinctions individuelles
À la fin du tournoi, en plus du classement final, des récompenses individuelles sont attribuées :
- MVP : Nicholas Hoag
- Meilleur marqueur : Richard Smith Hall
- Meilleur attaquant : John Gordon Perrin (en)
- Meilleur contreur : Luis Sosa (en)
- Meilleur serveur : Nicholas Hoag
- Meilleur passeur : Pedro Rangel (es)
- Meilleur défenseur : Dennis Del Valle (en)
- Meilleur réceptionneur : Yonder García (en)
- Meilleur libero : Dennis Del Valle (en)